# Szudán vasúti közlekedése
Szudán vasúthálózatának hossza 5 978 km, melyből 4 578 km 1 067 mm-es nyomtávolságú, 1 400 km pedig 600 mm-es nyomtávolságú. Villamosított vasútvonal nincs az országban. Az első vasútvonal az 1870-es években nyílt meg. Nemzeti vasúttársasága a Sudan Railways.

## Vasúti kapcsolata más országokkal
- Közép-afrikai Köztársaság - nincs
- Csád - építés alatt - Nyala felől[2]
- Egyiptom - építés alatt[3]
- Eritrea -  Teseney, Eritrea - megszűnt - eltérő nyomtávolság: 1067mm / 950mm
- Etiópia - nincs
- Líbia - nincs
- Dél-Szudán -  Babanosa-n keresztül a Wau vonalon